# 内山佳子のアタックヤング
内山佳子のアタックヤング（うちやまよしこのアタックヤング）はSTVラジオのラジオ番組アタックヤングの火曜日で、パーソナリティは内山佳子アナウンサー。

## 歴史
- 1999年4月5日：「内山佳子のアタヤンPUSH!」として放送開始。
- 2001年10月2日：福永俊介のアタヤンPUSH!と入れ替わる形で火曜日に移動。
- 2006年4月4日：「内山佳子のアタックヤング」にタイトル変更。
- 2007年12月25日：自身の産休により放送終了。後任は近藤麻智子STVアナウンサー。

## 放送時間の変遷
- 1999年4月～2001年9月：月曜日24:00～25:00（火曜日0:00～1:00）
- 2001年10月～2007年12月：火曜日24:00～24:50（水曜日0:00～0:50）

## 番組末期のコーナー
- 今夜、はじめまして
  - 番組初投稿のリスナーのメールを毎週1つ取り上げるコーナー。
- インストゥルメンタルショー
  - 歌詞のないインストゥルメンタル曲のリクエストを受け付けるコーナー。
- ロート製薬プレゼンツ・がんばれ！高校生アスリート
  - 北海道の高校生アスリートを紹介・応援するコーナー。春と秋には、3時間のスペシャル番組が放送された。番組終了後にはスーパーヒットチャートなまらん、藤井孝太郎のログイン!よる☆PAに引き継がれ2012年度まで継続された。2002年には、後に北京オリンピックで銅メダリストとなる旭川大学高校時代の髙平慎士を紹介した事があった。